# Conny Vink
Cornelia Maria Helena (Conny) Vink (Culemborg, 6 juni 1945) is een Nederlands zangeres.

## Loopbaan
Vink is onder andere bekend van de hits Bossa Nova Boy (1967), De Toeteraar (1969), Maak je niet dik (dun is de mode) (1970) en Dansen is plezier voor twee (1976). Ook speelde zij in de revue Blij Blijven met André van Duin en Frans van Dusschoten. Conny Vink was begin jaren zeventig vooral bekend door de platen die ze maakte met het kinderkoor De Schellebellen (onder leiding van dirigente Paula van Alphen).
Haar eerste optreden was in 1959 op de bonte vastenavond voor een katholieke vrouwengemeenschap. In mei 1963 is zij voor het eerst op televisie te zien, in het programma Toonladders. In 1968 deed ze mee aan het Nationaal Songfestival 1968 met het liedje Hé, moet je bij mij zijn, en in 1969 nogmaals met De Toeteraar. In 2003 werd zij geridderd in de Orde van Oranje-Nassau.

## Discografie

### Albums
- 1968 - Conny Vink
- 1970 - Er op uit met de Schellebellen (Conny Vink & De Schellebellen, o.l.v. Paula van Alphen)
- 1972 - De lievelingsliedjes van Conny Vink
- 1972 - Instuif met Conny Vink en De Schellebellen (Conny Vink & De Schellebellen)
- 1979 - Met Conny naar de dierentuin (Conny Vink & kinderkoor De Waagzangertjes)
- 1993 - Conny Vink
- 1996 - De Tijd Gaat Voorbij

### Singles
- 1964 - Whisky en kruit
- 1967 - Bossa Nova Boy
- 1967 - Uitgebloeid
- 1967 - Jij Bestaat
- 1968 - Hee, moet je bij mij zijn
- 1969 - De toeteraar
- 1969 - Zoem, zoem, zoem
- 1969 - Der Rest war schweigen
- 1970 - Ik wil jou in een kooitje (L'oiseau Sur la Branche)
- 1970 - Maak je niet dik (dun is de mode) (Conny Vink en de Schellebellen)
- 1971 - Een Irish coffee of drie
- 1971 - Nou, tot ziens
- 1971 - Ben je betoeterd   (Conny Vink en de Schellebellen)
- 1972 - Chiribi chiriba chiriboe
- 1972 - Mijn Utrecht
- 1974 - In de winter
- 1974 - Ik zie, ik zie wat jij niet ziet
- 1975 - Hij heeft mijn knie gezien (niet uitgebracht)
- 1976 - Dansen is plezier voor twee
- 1976 - In Petersburg
- 1977 - Fiësta de la playa
- 1978 - Hallo school
- 1980 - Samen
- 1981 - Van Washington naar Moskou
- 1982 - Wie ben jij
- 1982 - Hé, wat doe je midden in de nacht in dit café
- 1982 - Smurfen televisielied (Conny Vink en de Smurfen)
- 1983 - Gargamel (Conny Vink en de Smurfen)
- 1986 - In Moskou
- 1986 - Bananas en ananas
- 1987 - De hutsie klutsie
- 1990 - Hiep hiep hoera
- 1990 - Cook-a gudumba
- 1991 - Die bleke oude foto
- 1993 - De liefde is zo mooi
- 2019 - Het leven is een schilderij